# Autoroute A216
Die Autoroute A 216, auch als Rocade Est de Calais bezeichnet, ist eine französische Autobahn, die die Ost-Umfahrung von Calais darstellt und eine Verbindung mit der A 16 herstellt. Sie ist insgesamt 3,0 km lang. Sie wurde am 5. Juli 1991 eröffnet. 